# Juan Camilo Becerra
Juan Camilo Becerra Maya (n. Valledupar, Colombia, 23 de febrero de 1998) es un futbolista colombiano que juega en la posición de delantero en el Tudelano de la Segunda Federación de España.

## Trayectoria
Se inició como futbolista en Alianza Vallenata de su ciudad natal y jugó algunos meses en el Real San Martín. Su equipo ganó el torneo nacional sub-17, contribuyendo al éxito con 41 goles.
Llegó a España en 2016 procedente de la Udinese Football School para jugar a préstamo por un año con opción de compra en el Juvenil A del Granada C. F., llegando a debutar con el filial. Posteriormente fichó por el Watford F. C., que lo fue cediendo al Real Valladolid C. F. Promesas, el C. D. Teruel y la U. E. Cornellà.
En la temporada 2020-21 firmó por el R. C. D. Espanyol "B" por tres años.
El 6 de julio de 2021 la S. D. Ponferradina anunció su llegada como cedido para competir en la Segunda División por una temporada. Sin embargo, el 31 de enero de 2022 llegó al Nàstic de Tarragona en calidad de cedido tras pactar su marcha del conjunto berciano.

## Selección nacional
En abril de 2016 fue convocado por Carlos Restrepo Isaza para la selección de fútbol sub-20 de Colombia.

## Clubes
| Club                              | País       | Año       |
| --------------------------------- | ---------- | --------- |
| Granada B                         | España     | 2016-2017 |
| Watford                           | Inglaterra | 2017-2020 |
| Real Valladolid Promesas (cedido) | España     | 2017-2018 |
| Teruel (cedido)                   | España     | 2018-2019 |
| Cornellà (cedido)                 | España     | 2019-2020 |
| Espanyol B                        | España     | 2020-2023 |
| Ponferradina (cedido)             | España     | 2021-2022 |
| Nàstic de Tarragona (cedido)      | España     | 2022      |
| Envigado                          | Colombia   | 2023      |
| Lleida                            | España     | 2024      |
| Tudelano                          | España     | 2024-act. |